# Исаков, Степан Ильич
Степа́н Ильи́ч Иса́ков (28 октября 1884, Волчиха, Томская губерния — 19 августа 1921, Москва) — русский советский писатель, журналист, литератор. Редактор журналов «Алтайский крестьянин», «Сибирский рассвет» (Барнаул).

## Биография
Родился 28 октября 1884 года в селе Волчиха Барнаульского уезда Томской губернии (после 1917 — Славгородского уезда Алтайской губернии) в семье крестьянина. Окончил сельскую школу, работал сельским писарем, помощником волостного писаря.
В 1913 году переехал в Барнаул, работал журналистом в газете «Жизнь Алтая».
В 1914 году был мобилизован в армию, где подорвал своё здоровье.
В 1917—1920 годах входил в литературное объединение «Агулипрок» (Алтайский губернский литературно-продовольственный комитет), созданное П. Казанским и Г. Пушкарёвым в Барнауле.
Вместе с А. Ершовым, А. Жиляковым, П. Казанским входил в инициативную группу по изданию книжной серии — «Библиотека „Сибирский рассвет“», в которую вошли произведения сибирских литераторов и писателей о Сибири.
В 1919 году стал редактором журнала «Алтайский крестьянин», затем — журнала «Сибирский рассвет» (Барнаул).
Весной 1921 года выехал на лечение в Крым, но по дороге умер в Москве 19 августа 1921 года.

## Творчество
В 1912 году в газете «Жизнь Алтая» опубликовал первый рассказ «По ягоды».
В 1914 году в «Алтайском альманахе» (Санкт-Петербург), который редактировал Георгий Гребенщиков, вышел рассказ «Горный дух».
Публиковал в журналах «Новая жизнь», «Современник», «Современный мир», «Сибирские записки», «Сибирский рассвет» рассказы, зарисовки, фельетоны.
В 1917 году закончил повесть «Деревня», антивоенный рассказ «Недра жизни».
В 1918 году в книжной серии «Библиотека „Сибирский рассвет“» вышла первая книга «Там, в горных долинах». Тираж книги составил 30 000 экземпляров — «цифра для этого времени колоссальная».
В 1919 году создал рассказы «Мать», «Оскудевшие», «Край обездоленный», в 1920 году завершил пьесу «Восстание», в 1920—1921 годах работал над повестью «Голгофа».
В мае 1921 года в газете «Красный Алтай» опубликован последний рассказ «Без имени».
Александр Фадеев отмечал, что первые свои произведения написал под влиянием творчества Степана Исакова.
По словам П. Казанского, современники называли Степана Исакова «сибирским Гамсуном».

## Избранная библиография
- Там, в горных долинах: Рассказ. — Барнаул: Изд-во Культ-просвет. отд. алт. кооперативов, 1918. — 32 с. — тираж 30 000 экз. — (Б-ка «Сибирский рассвет», № 4).
- Арсений Жиляков. Дело мирское: Рассказы. Степан Исаков. Недра жизни: Повести, рассказы, очерки / Сост., примеч., послесл. Н. Н. Яновского. — Иркутск: Вост.-Сиб. кн. изд-во, 1986. — 416 с., ил. — тираж 150 000 экз. — («Литературные памятники Сибири»).

## Премии
- Лауреат премии литературного конкурса в Барнауле (1920) — за рассказ «Без имени»[1].